# Meuchelberg
Der Meuchelberg im Süden der Stadt Heimbach im nordrhein-westfälischen Kreis Düren ist ein 372,9 m ü. NHN hoher Umlaufberg der Rureifel im Nordteil der Eifel. Namensgebend für den Berg ist einer Sage nach ein Streit zwischen zwei Brüdern, die sich gegenseitig erschlagen haben sollen.

## Geographie

### Lage
Der Meuchelberg liegt in der Rureifel im Naturpark Hohes Venn-Eifel im Heimbacher Stadtgebiet. Als Umlaufberg wird er im Norden, Osten und Süden halbinselartig von einer Flussschleife der Rur umspült. Im Westen und im Norden schließt die Erhebung direkt an das Stadtgebiet von Heimbach an und ist von dort über mehrere Zugänge begehbar. Im östlichen Teil des Meuchelberges, in der Rurschleife, befindet sich der Kurpark der Stadt, der durch die Straße Über Rur umfasst und über eine Brücke über die Rur mit dem Stadtgebiet verbunden ist. Dieser ist über Wanderwege am Meuchelberg mit der Straße Am Meuchelberg im Westen verbunden. Vom Norden gelangt man über den Weg Schönblick in das Gebiet, das direkt hinter der Gemeinschaftsgrundschule und dem Waldfriedhof beginnt. Zudem befinden sich an den Hängen mehrere Aussichtspunkte, von denen der Ort und die Rur beobachtet werden können.
Der Meuchelberg fällt zur Rur hin stark ab. Die Hanglagen oberhalb der Rur sind stellenweise gekennzeichnet durch ausgeprägte Schieferfelsen. Im Süden befindet sich das Staubecken Heimbach.

### Naturräumliche Zuordnung
Der Meuchelberg gehört in der naturräumlichen Haupteinheitengruppe Westeifel/Ardennen (Nr. 28), in der Haupteinheit Rureifel (282) und in der Untereinheit Rur-Urft-Olef-Täler (282.3) zum Naturraum Heimbach-Maubacher Rurtal (282.34).

## Schutzgebiete

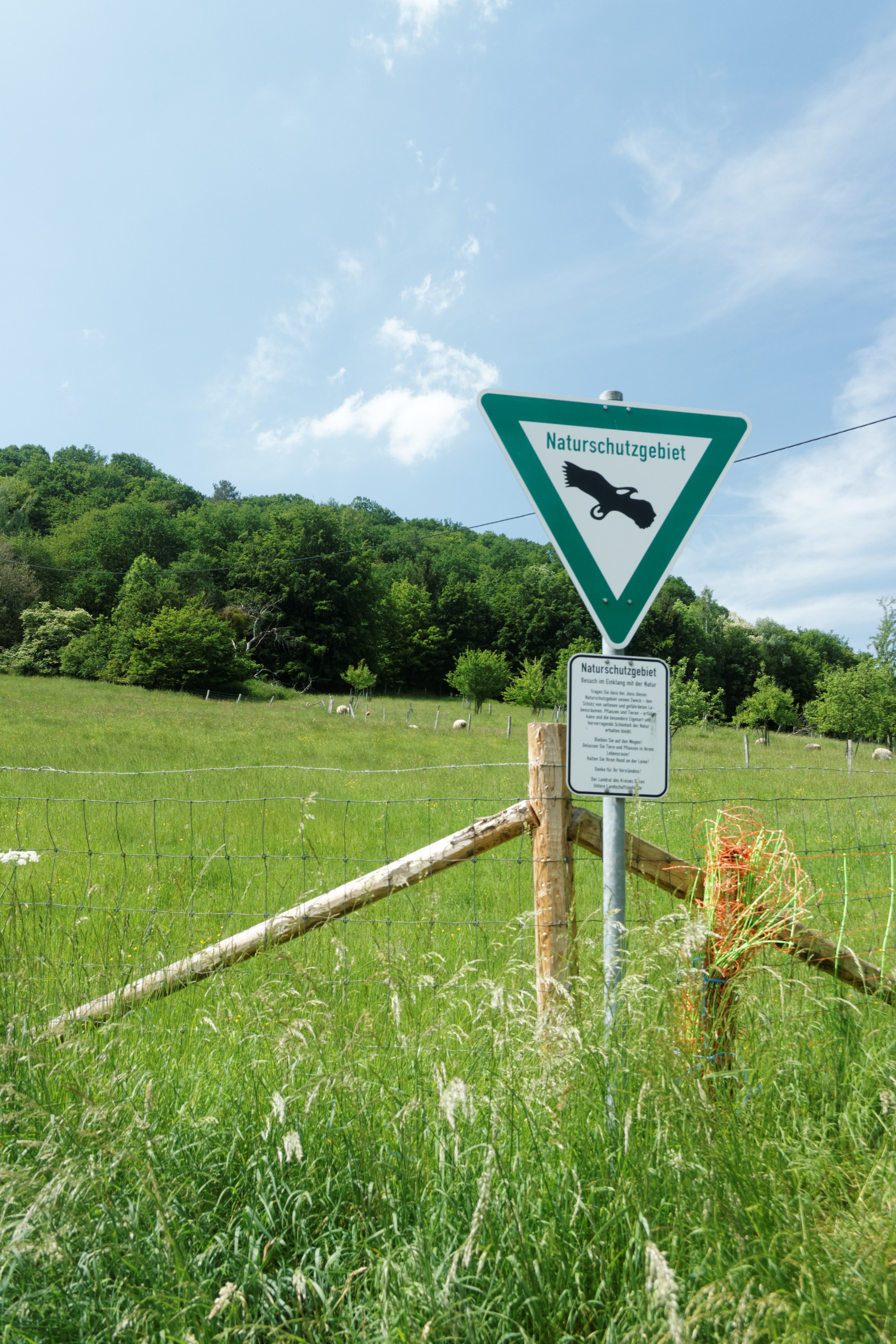
Naturschutzgebiet Meuchelberg

Der größte Teil des Meuchelberges gehört zum Landschaftsschutzgebiets Kreis Düren (Teilfläche 1) (CDDA-Nr. 322307; 1988; 307,29 km²). Er bildet zudem den größten Teil des 2001 ausgewiesenen Naturschutzgebiets Naturschutzgebiet Meuchelberg und suedexponierte Haenge am Staubecken Heimbach  mit einer Gesamtfläche von 69,7 Hektar. Aufgrund der speziellen geologischen und topographischen Eigenschaften des Meuchelberges haben sich hier wertvolle Lebensräume wie Felsen, Heiden, Hangschuttwälder und trockenwarme Eichenwälder entwickelt. In der Ruraue am Bergfuß befinden sich zudem auf extensiv genutzten Grünlandflächen artenreiche Glatthaferwiesen.
Die Schutzgründe des Gebietes sind vielfältig und beziehen sich sowohl auf den Schutz der Geomorphologie wie den der Böden und der Ökosysteme. So ist ein zentraler Grund die Erhaltung und Wiederherstellung des Quarzit-Schiefer-Fels-Ökosystems mit in Nordrhein-Westfalen geschützten Biotopen und die Herstellung des Biotopverbundes in der Eifel. Zudem werden die Erhaltung und Wiederherstellung des Lebensraumes von mehreren nach der Roten Liste in Nordrhein-Westfalen gefährdeten Tier- und Pflanzenarten, die Erhaltung der schutzwürdigen Böden mit ihren extremen Wasser- oder Nährstoffangeboten sowie die Erhaltung der geologisch und geomorphologisch bedeutsamen Felsen und Steinbrüche aus wissenschaftlichen, naturgeschichtlichen, landeskundlichen und erdgeschichtlichen Gründen als Schutzgründe angegeben. Hinzu kommt die Erhaltung der von steil aufragenden Felsformationen geprägten Talhänge des Rurtales wegen ihrer Seltenheit, besonderen landschaftlichen Schönheit und Eigenart.
Besondere Bedeutung haben die Region und auch der Meuchelberg selbst für die Erhaltung, Wiederherstellung und Entwicklung als Lebensstätte und Lebensraum und zum Schutz der Vogelarten von europäischer Bedeutung gemäß der Vogelschutzrichtlinie (Richtlinie 79/409/EWG) sowie die Ausweisung als Schutzgebiet gemäß der FFH-Richtlinie zur Erhaltung mehrerer Lebensraumtypen. So beinhaltet das Naturschutzgebiet trockene Heideflächen, magere Flachland-Mähwiesen sowie Silikatfelsen mit Felsspaltenvegetation und mit Pioniervegetation, die als besonders schutzwürdige Landschaften betrachtet werden. Zudem sind im Gebiet mit der Mauereidechse (Podarcis muralis), der Spanischen Flagge (Euplagia quadripunctaria) und dem Steppengrashüpfer (Chorthippus vagans) mehrere prioritäre und besonders schutzwürdige Arten nach FFH-Richtlinie nachgewiesen.

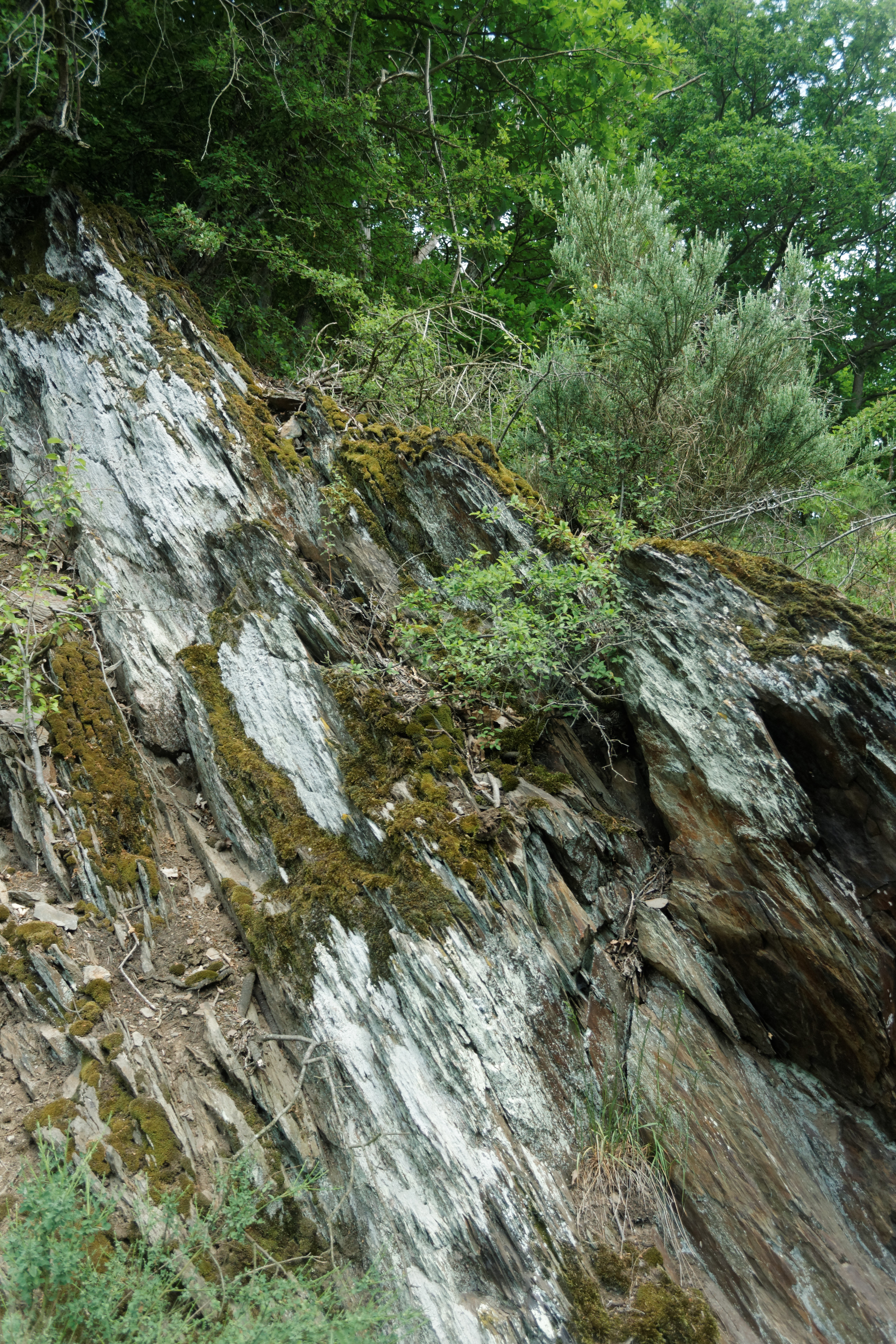
Schiefer am Meuchelberg
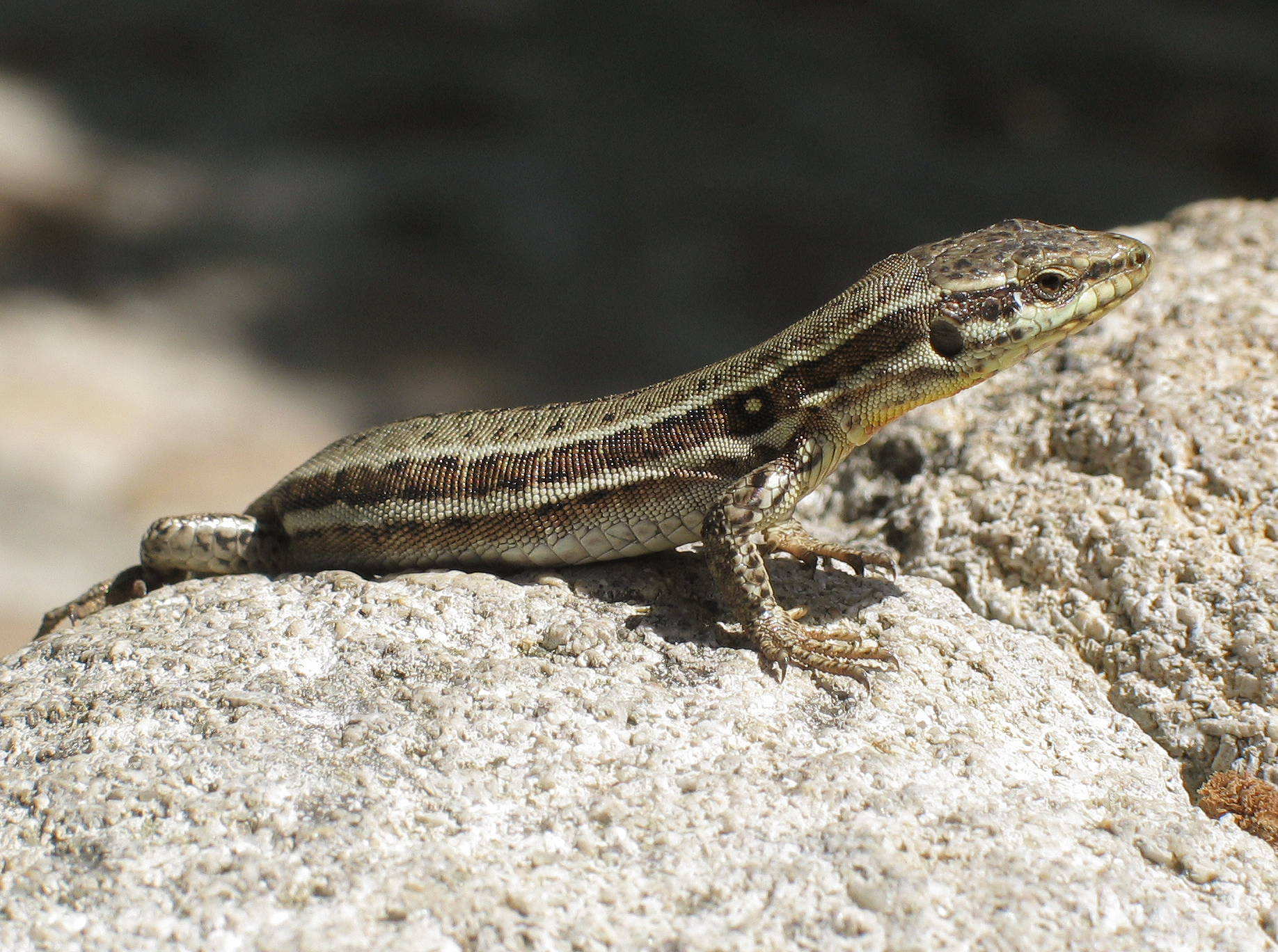
Mauereidechse (Podarcis muralis)
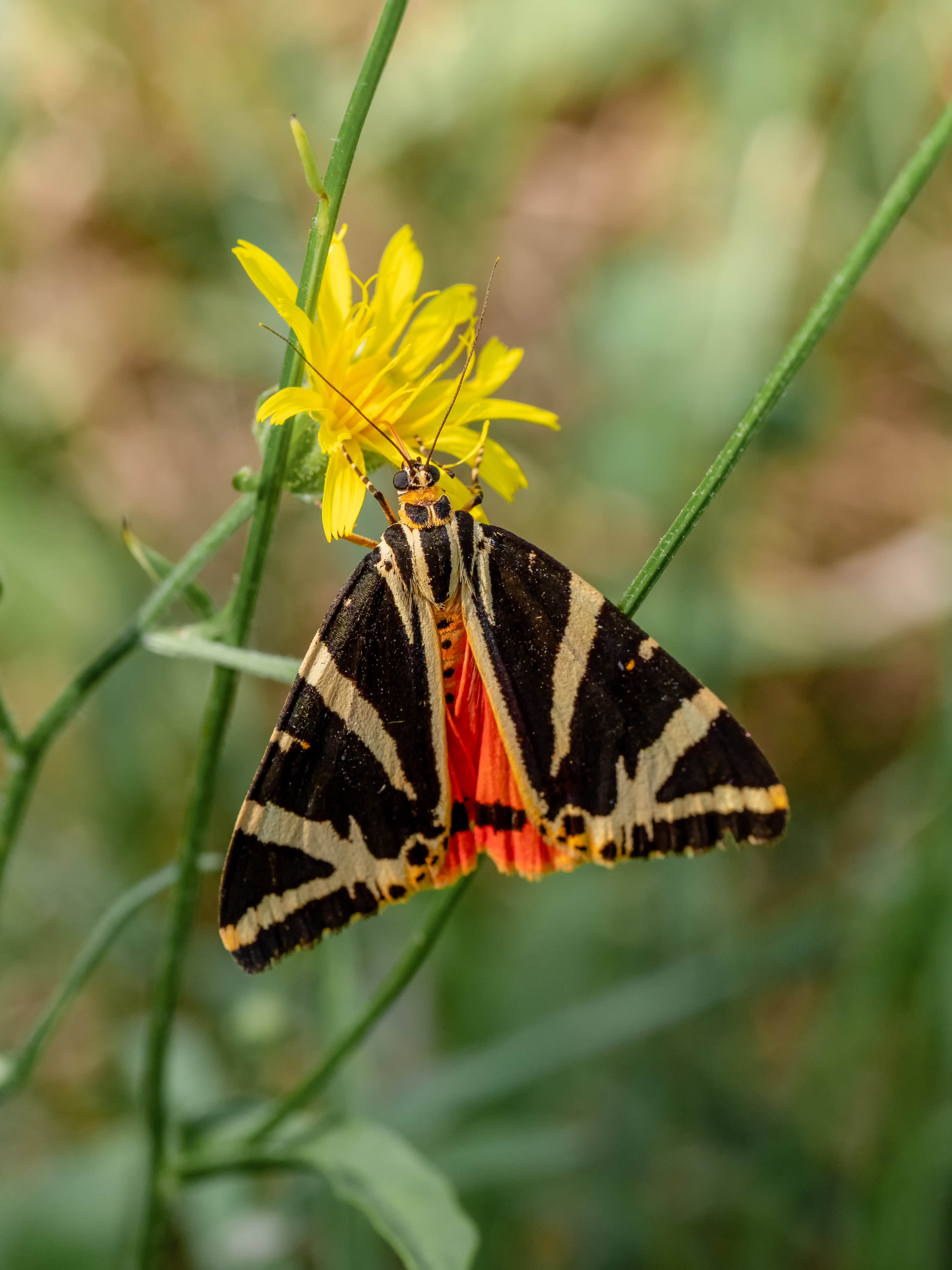
Spanische Flagge (Euplagia quadripunctaria)
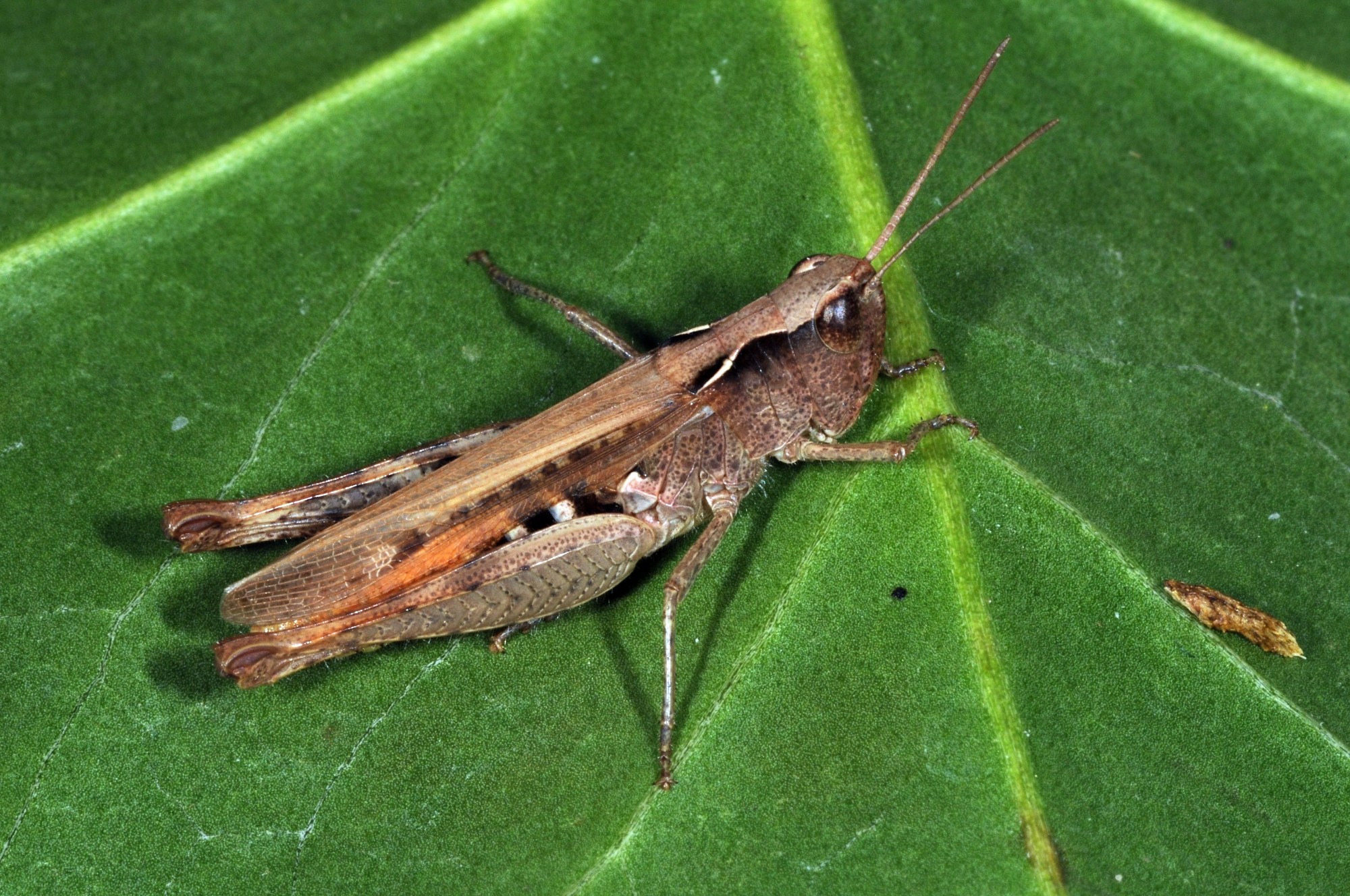
Steppengrashüpfer (Chorthippus vagans)

## Verkehr und Wandern

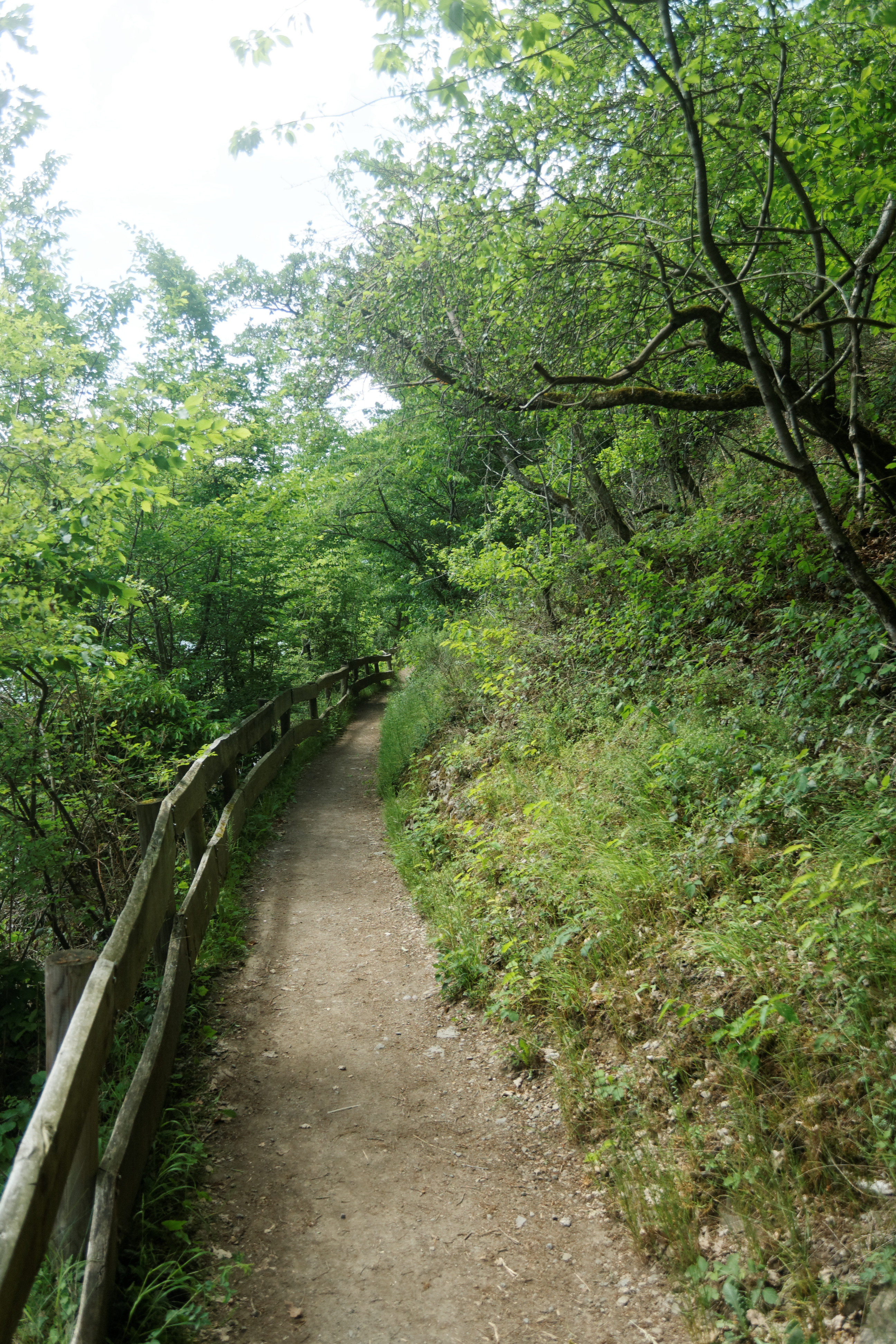
Wanderweg am Meuchelberg

Durch Heimbach und nördlich des Meuchelberges entlang der Rur führt die Landesstraße 218, die von Vlatten durch Heimbach nach Hasenfeld verläuft. Zum Meuchelberg selbst führen von Westen die Straße Am Meuchelberg sowie von Norden der Schönblick entlang des Waldfriedhofs. Nach Osten ist das Gebiet über den Kurpark und den Ringweg Über Rur angebunden. Auf dem Meuchelberg selbst befinden sich mehrere Wanderwege (Wanderweg 29).